# Fábrica Tacaruna
A Fábrica Tacaruna, fundada como Usina Beltrão, é uma edificação histórica localizada na cidade do Recife, capital do estado brasileiro de Pernambuco. Inaugurada em 1895, foi a primeira refinaria da América do Sul e a primeira construção em concreto armado do Brasil.